# سباستین کابایرو
سباستین کابایرو (انگلیسی: Sebastián Caballero؛ زادهٔ ۶ ژانویهٔ ۱۹۹۲) بازیکن فوتبال اهل آرژانتین است.